# Petit tamarin des Hauts
Sophora denudata
Espèce
Classification phylogénétique
Le petit tamarin des Hauts (Sophora denudata) est une espèce de plantes à fleurs de la famille des Fabaceae. C'est un petit arbre endémique de l'île de La Réunion que l'on rencontre en montagne à partir de 1 500 m d'altitude, principalement dans la région du volcan du Piton de la Fournaise.

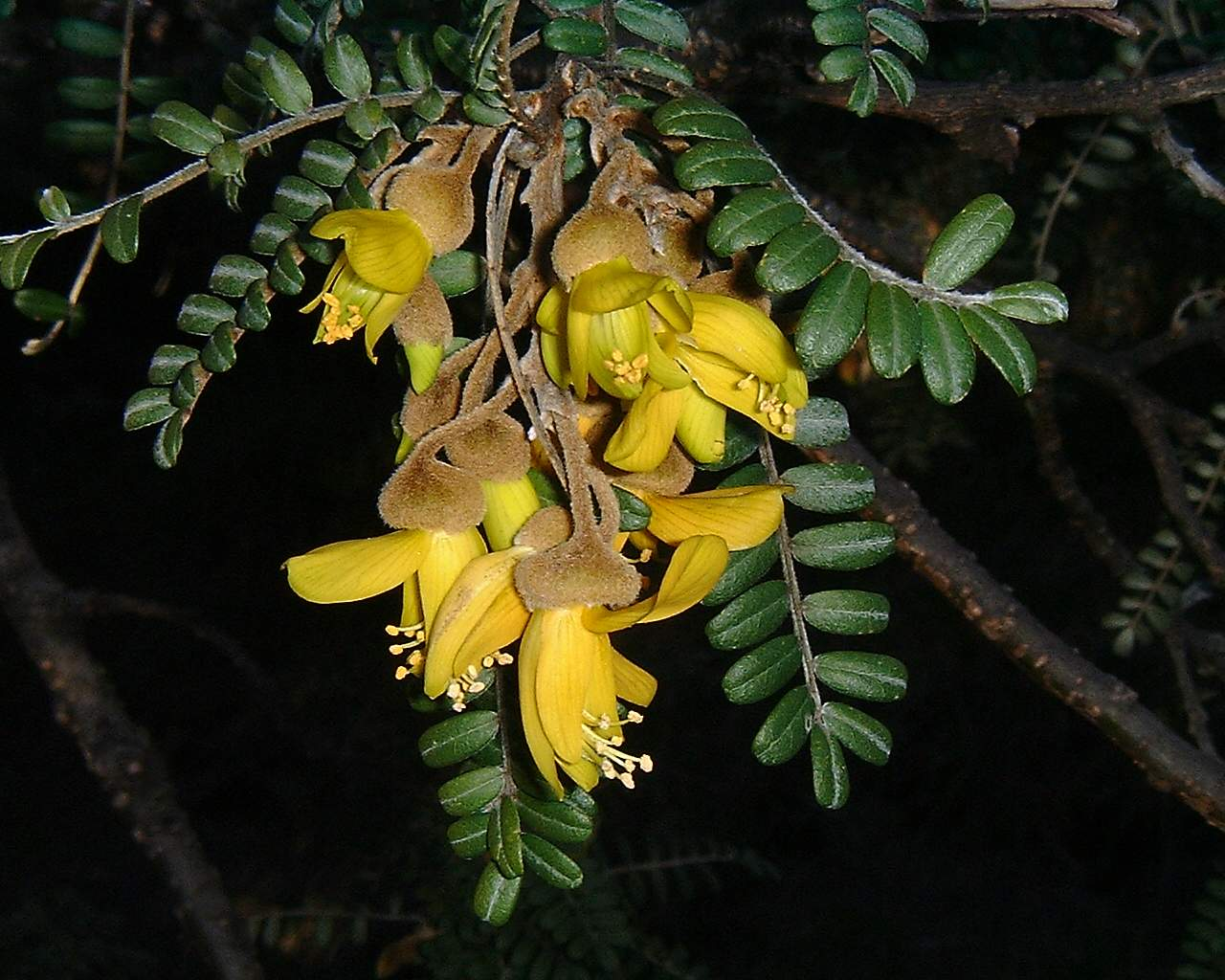
Fleurs du petit tamarin.

## Informations complémentaires
- Endémisme à La Réunion.